# Meton
Meton var en grekisk astronom från Aten, som levde på 400-talet f.Kr.. Han är mest känd för sin 19  års cykel, en lunisolarkalender som användes i babyloniernas tideräkning redan från år 432 f.Kr.
Meton var en av de första grekiska astronomerna att utföra korrekta astronomiska observationer. Under arbete med Euctemon observerade han sommarsolståndet den 27 juni 432 f.Kr. Inga av hans skrifter finns bevarade.
Omkring 430 f.Kr. bestämde han längden på det tropiska året till cirka 365 dygn, 6 t och 19 min, vilket är 31 minuter längre än dagens värde. Det ger exakt 6 940 dygn på en 19 års cykel. Detta kan också göras direkt ur cykeln, förutsatt att man redan har ett bra uppmätt värde på den sideriska månaden (något som babylonierna hade gjort tidigare utan grekernas vetskap).
Trots att Metons cykel inte ger något större fel mellan månfas och kalenderdatum än ett dygn på 200 år, föreslog Kallippos en fyra gånger så lång cykel 100 år senare.
Meton dyker upp helt kort som en rollfigur i Aristofanes'  skådespel Fåglarna. Han kommer in på scenen bärande på spaningsinstrument och beskrivs som lantmätare.